# Shree Bose
Shree Bose (nacida el 27 de marzo de 1994) es una científica, inventora y conferenciante estadounidense. Es conocida por ser la ganadora del gran premio de la edición inaugural de la Feria de la Ciencia de Google en 2011. Actualmente es miembro del programa de desarrollo de médicos científicos (PSDP) del Centro Médico de la Universidad de Chicago, tras graduarse con un doctorado en Medicina por la Facultad de Medicina de la Universidad de Duke en 2023. Para la escuela secundaria, fue a Fort Worth Country Day y se graduó en mayo de 2012. Estudió en el Harvard College hasta mayo de 2016. En 2014, cofundó Piper, una empresa de educación STEM que crea kits de ingeniería para niños.

## Carrera

### Feria de Ciencia de Google

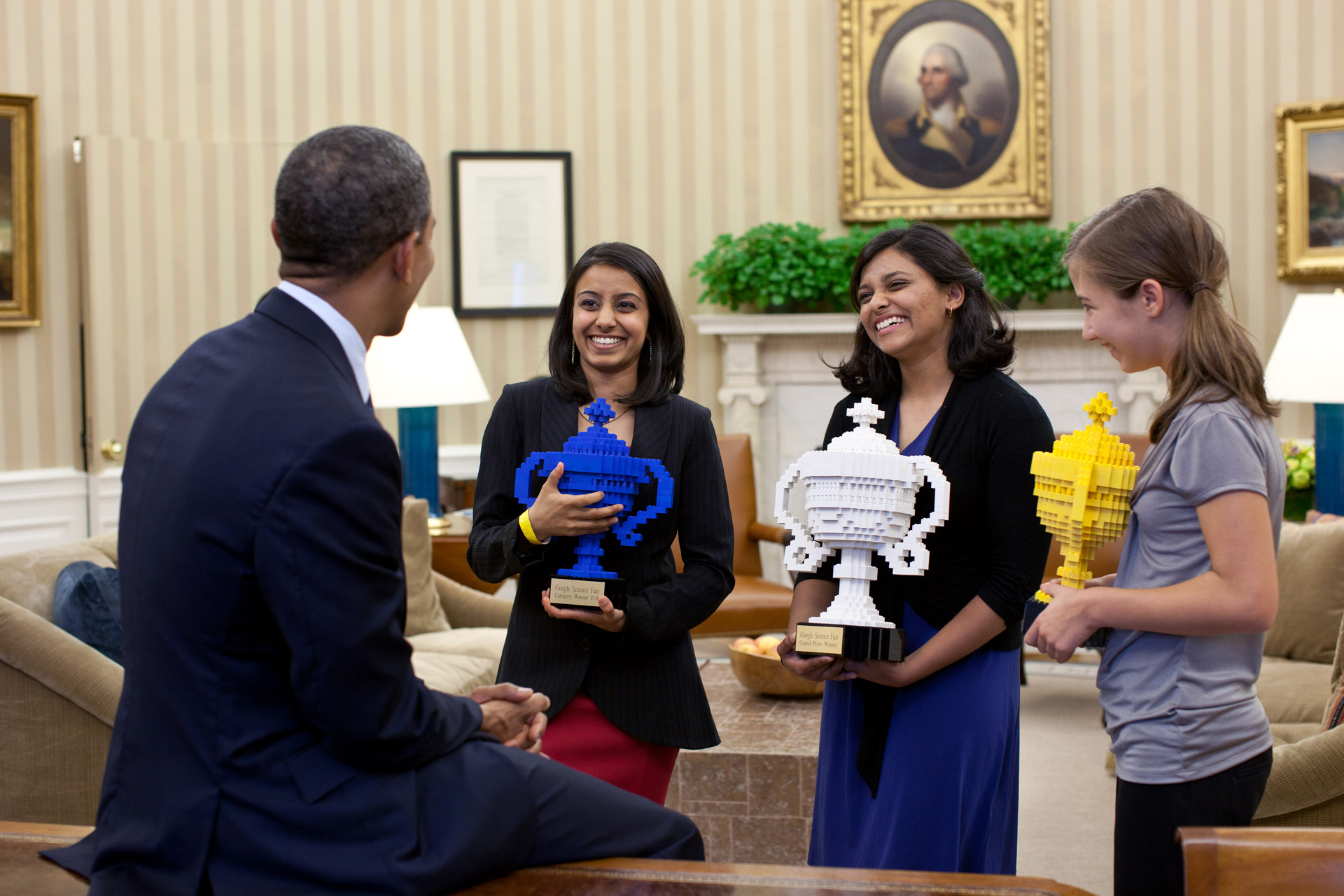
Obama felicita a las ganadoras de la Feria de Ciencia de Google, Naomi Shah, Shree Bose y Lauren Hodge

En 2011, Shree Bose, que entonces tenía 17 años y vivía en Fort Worth (Texas), ganó el gran premio y 50.000 dólares por su investigación sobre el medicamento de quimioterapia cisplatino, que suelen tomar las mujeres con cáncer de ovario, abordando el problema de las células cancerosas que con el tiempo se hacen resistentes al cisplatino. Bose ha citado la muerte de su abuelo por cáncer de pulmón como uno de los motivos de su investigación. Realizó la investigación para su proyecto de feria de ciencias bajo la tutoría del Dr. Alakananda Basu, del Centro de Ciencias de la Salud de la Universidad del Norte de Texas.
Bose dio una charla junto a Lauren Hodge y Naomi Shah, las otras dos ganadoras de la Feria de Ciencias de Google 2011, sobre sus proyectos y trayectorias científicas en TEDxWomen 2011.
El asteroide 25178 Shreebose del cinturón principal recibió su nombre en su honor.

### Piper
En 2014, cofundó Piper, una empresa de educación STEM que crea kits de ingeniería informática que enseñan a los niños sobre ingeniería a través del juego Minecraft. La empresa fue creada en parte con financiación de Kickstarter. Al finalizar sus estudios universitarios, dejó la empresa para dedicarse a la medicina.

### Otro trabajo
El 21 de marzo de 2014, Bose habló en un panel, moderado por Bill Clinton, en una conferencia de la Clinton Global Initiative University celebrada en la Universidad Estatal de Arizona, junto con Jimmy Wales, John McCain y la activista por los derechos de las mujeres de Arabia Saudita Manal al-Sharif . El tema de discusión fue "la era de la participación" y la capacidad de un número cada vez mayor de ciudadanos de "expresar sus propias opiniones, seguir su propia educación y lanzar sus propias empresas".
En 2018, Microsoft la presentó en su campaña publicitaria para Windows 10 .
Fue incluida como parte de la clase Forbes 30 Under 30 de 2023 en la categoría de Ciencias.

## Educación
Bose asistió a la escuela secundaria en Fort Worth Country Day School y se graduó en 2012. Asistió a la Universidad de Harvard en Cambridge, Massachusetts, donde The Harvard Crimson la presentó como una de las 15 personas mayores más interesantes. Completó su licenciatura en biología molecular y celular en mayo de 2016 y se graduó con un doctorado en medicina de la Facultad de Medicina de la Universidad de Duke en 2023. Participó en el programa PSDP del Centro Médico de la Universidad de Chicago .